# Secessio plebis
A secessio plebis (nép kivonulása) az ókori Rómában a plebs hatalomgyakorlásának, illetve a patriciusok hatalomkorlátozásának egyik eszköze volt. Módját és hatását tekintve sztrájknak is tekinthető, hiszen valamennyi, a plebeiusok által üzemeltetett műhely, üzem, üzlet és bármilyen más gazdasági tevékenység leállt. A korai Róma naturális gazdaságában az élelmiszerek előállítói, szállítói, forgalmazói pusztán tevékenységük beszüntetésével nyomást tudtak gyakorolni az előkelőségre. Nem kis súllyal esett latba a plebeius származású katonák sztrájkja, hiszen a haderő nélkül maradt város a latin háborúk előtt minden oldalról sebezhetővé vált. A secessio több alkalommal ismétlődött meg, minden esetben eredményesen, újabb és újabb elemekkel bővítve a plebs hatalmi lehetőségeit. Secessionak tekinthető esemény legalább három volt (i. e. 494, i. e. 449, i. e. 287), egyes szerzők ehhez még két, bizonytalan lefolyású eseményt is csatolnak (i. e. 445, i. e. 342).

## Első secessio
Az első secessio első ismert forrása fél évezreddel későbbi, Titus Livius Ab urbe condita című munkája. Mondaszerű elemekben bővelkedik, hiszen innen származik Agrippa Menenius Lanatus tanmeséjének története is, aminek hatása – Livius szerint – a plebeiusok és patriciusok megegyezése volt.
I. e. 494-ben a plebs az adósságokkal kapcsolatos igen szigorú rendelkezések (Appius Claudius Sabinus Inregillensis nevéhez kapcsolva) elől a Szent Hegyre (Mons Sacre) menekült, és azzal fenyegetőzött, hogy új helyen új várost alapítanak, a patriciusok pedig éljenek magukban Rómában. Csatlakozott a kivonuláshoz a hadsereg is.
Végül megegyezés született, miszerint új magistratust, a néptribunusi tisztséget hozták létre, ami a törvényhozás túlkapásai ellen szolgált. A néptribunusnak ugyan nem volt joga törvényjavaslat benyújtására, de bármelyik patriciusi magistratum (consul, praetor, vagy akár a senatus) javaslatának tárgyalását megakadályozhatta, ha véleménye szerint az a nép érdekeivel ellentétes volt.
E secessio emléke a Concordia temploma (concordia = egyetértés), az ekkor elfogadott törvények a Leges Valeria Horatiae címet viselik.

## Második secessio
Róma törvénykezése a szokásjog és a senatus által hozott rendeletek mentén zajlott. A törvényhozás általában ad hoc módon zajlott, és a szokásjogok bonyolultsága miatt kiszámíthatatlan volt. I. e. 449-ben a nép ismét kivonult a városból, hogy a senatust rákényszerítse a tizenkét táblás törvények elfogadására. E törvények jelentősége az írásos jellegben keresendő, ami korlátozta a szubjektív jogértelmezések lehetőségét. Ugyanakkor e törvények még megtiltották a házasságot a plebs és a nemesség között.

## Bizonytalan secessiók
I. e. 445-ben és i. e. 342-ben is sor került olyan eseményekre, amit néhányan a secessiók közé sorolnak. Az elsőről Publius Annius Florus tudósít, szerinte a Lex Canuleia című törvényt ilyen módon kényszerítették ki. Konkrét változás volt a patriciusok és plebeiusok közti házasság tiltásának eltörlése.
A másodikról Livius, de ehhez nem köthető olyan jellegű változás, ami egyértelművé tenné a helyzetet. Ezt sokszor a katonai lázadások között is emlegetik.

## Harmadik secessio
I. e. 287-ben a secessio eredménye a Lex Hortensia elfogadása lett, aminek alapján a concilia plebis tributa határozatai a senatus jóváhagyása nélkül is törvényerőre emelkedtek.